# Milton (álbum de 1970)
Milton é o quarto álbum de estúdio do músico brasileiro Milton Nascimento. Foi lançado originalmente em LP em 1970. O álbum conta com a participação da banda de rock progressivo Som Imaginário, na época composto por Wagner Tiso, Zé Rodrix, Tavito, Frederyko, Luiz Alves e Robertinho Silva. 
Milton é considerado pelos fãs e parte da mídia especializada um dos mais importantes álbuns da carreira do artista e do cenário musical de Minas Gerais dos anos 70. O uso de variados estilos musicais, a instrumentação densa, e o trabalho de estúdio criativo são alguns dos elementos predecessores do seu próximo álbum, Clube da Esquina.

## Gravação
Milton vinha de duas experiências com cinema, ele foi responsável pelo tema do documentário sobre o jogador Tostão, e também atuou e produziu a trilha de Os Deuses e os Mortos do diretor moçambicano Ruy Guerra. Ele usou essa base para o disco, introduzindo do filme Os Deuses e os mortos as canções : "Maria Três Filhos" e "Canto Latino". Com a remasterização do disco em 1994, ele ganhou como bônus as canções : "Tema de Tostão", "Aqui é o país do futebol", "o Homem da Sucursal" e o "Jogo". Milton também regravou "Pai Grande" (de sua autoria), e "A felicidade", clássico de Tom Jobim e Vinícius de Moraes.
A música de abertura do disco, "Para Lennon e McCartney", é um dos clássicos de Milton. A composição é de Lô Borges, Fernando Brant e Márcio Borges. A música foi concebida durante uma macarronada de domingo, enquanto Lô criou a base no piano, Fernando Brant e Márcio Borges fizeram a letra. A ideia da letra foi por Lô ter comentado, ao compor a melodia, que estava pensando na parceria Lennon e McCartney (naquele ano os Beatles comunicaram o fim da banda). Trechos da letra como  ... Eu sou da América do Sul. Eu sei, vocês não vão saber... Referenciam o fato de que os compositores ingleses jamais saberiam da parceria entre os amigos.
A capa do disco ficou por conta do designer Kélio Rodrigues, e mostra Milton como um rei Negro. Para as gravações das faixas o disco contou com a base de músicos da banda Som Imaginário (parceiros de Milton): Zé Rodrix, Tavito, Frederyko, Luiz Alves e Robertinho Silva. Além de Wagner Tiso, parceiro constante de Milton, e das participações especiais de Lô Borges nas faixas "Clube da Esquina" e "Alunar". Também de Naná Vasconcellos na percussão e bateria e Dori Caymmi na regência de "Alunar".

## Faixas
| Lado A |                           |                                             |         |  |
| N.º    | Título                    | Compositor(es)                              | Duração |  |
| 1.     | "Para Lennon e McCartney" | Lô Borges, Márcio Borges, Fernando Brant    | 2:17    |  |
| 2.     | "Amigo, Amiga"            | Milton Nascimento, Ronaldo Bastos           | 4:31    |  |
| 3.     | "Maria Três Filhos"       | Milton Nascimento, Fernando Brant           | 1:36    |  |
| 4.     | "Clube da Esquina"        | Milton Nascimento, Lô Borges, Márcio Borges | 2:48    |  |
| 5.     | "Canto Latino"            | Milton Nascimento, Ruy Guerra               | 4:31    |  |

| Lado B |                |                                          |         |  |
| N.º    | Título         | Compositor(es)                           | Duração |  |
| 6.     | "Durango Kid"  | Toninho Horta, Fernando Brant            | 2:41    |  |
| 7.     | "Pai Grande"   | Milton Nascimento                        | 5:03    |  |
| 8.     | "Alunar"       | Lô Borges, Márcio Borges                 | 3:21    |  |
| 9.     | "A Felicidade" | Antonio Carlos Jobim, Vinícius de Moraes | 2:44    |  |

## Ficha Técnica

### Músicos
- Milton Nascimento - Vocal, violão
- Wagner Tiso - Piano, Órgão e Voz
- Zé Rodrix - Órgão, Flauta Block Tenor, Ocarina, Assovios de Caça, Flauta Tenor Transversa, Percussão e Voz
- Tavito - Guitarra Base, Violão, Sino e Voz
- Frederyko - Guitarra Solo, Apitos de Caça e Voz
- Luiz Alves -  Baixo Elétrico
- Robertinho Silva - Bateria

### Participações Especiais
- Naná Vasconcelos - Percussão e Bateria
- Lô Borges - Violão e Voz na faixa "Clube da Esquina" e Violão na faixa "Alunar"
- Dorival Caymmi - Regência da faixa "Alunar"